# Isabella di Baviera
Isabella di Baviera-Ingolstadt, nota anche come Isabeau di Baviera (Monaco di Baviera, 1370 circa – Parigi, 24 settembre 1435), fu regina consorte di Francia dal 1385 al 1422.
Appartenente al casato di Wittelsbach, era la secondogenita di Stefano III di Baviera-Ingolstadt e di Taddea Visconti, figlia di Bernabò. Divenne regina di Francia come moglie di Carlo VI di Valois, che sposò il 17 luglio 1385, tre giorni dopo il loro primo incontro.
Isabella fu onorata da una grandiosa cerimonia d'incoronazione, avvenuta a Parigi nel 1389. Nel 1392 il marito ebbe il primo attacco di quella che sarebbe divenuta una malattia mentale permanente e progressiva, con conseguente ritiro periodico dalle mansioni governative. Verificandosi gli squilibri mentali con frequenza crescente e sempre più intensa, portarono la corte a dividersi in fazioni politiche.
La regina, divenuta suo malgrado reggente del regno per conto del marito e dell'erede al trono, dovette, durante la guerra civile tra Armagnacchi e Borgognoni, destreggiarsi fra i sostenitori del cognato Luigi d'Orléans e i duchi di Borgogna. Cercando di conservare il potere per l'erede al trono, la regina cambiò varie volte alleanze tra le due fazioni: quando si schierò con gli Armagnacchi, i Borgognoni l'accusarono di adulterio con Luigi d'Orléans, quando passò dalla parte dei Borgognoni, gli Armagnacchi l'arrestarono e l'imprigionarono a Tours.
Nel 1407 Giovanni, duca di Borgogna, fece assassinare il duca d'Orléans, scatenando le ostilità armate tra le fazioni. Nel 1419 il Delfino Carlo fece uccidere il duca di Borgogna, azione che lo fece diseredare dal padre. Malvista tra la gente nel 1420, Isabella sostituì il re nella firma del trattato di Troyes con gli inglesi, riconoscendo re Enrico V d'Inghilterra come erede alla corona di Francia. La sovrana visse nella Parigi occupata dagli inglesi fino alla morte, sopraggiunta nel 1435.
Nella storiografia e nella narrativa francese, Isabella di Baviera ha la reputazione di una delle regine più malvagie della storia, patendo l'immagine di lussuriosa, adultera, intrigante, dedita a mode costose e stravaganti. A partire dal tardo XX secolo gli studiosi hanno iniziato a mettere in discussione queste accuse ritenendole il risultato della propaganda misogina e xenofoba di cui la regina fu oggetto in vita.

## Biografia

### Infanzia
Nacque a Monaco di Baviera, dove fu battezzata nella chiesa di Nostra Signora (cattedrale romanica sul sito della odierna Frauenkirche) col nome di "Elisabetta", nome tradizionalmente tedesco dai tempi di santa Elisabetta d'Ungheria. L'anno esatto di nascita è sconosciuto. Fu la più giovane dei due figli di Stefano III, duca di Baviera-Ingolstadt, e di Taddea Visconti (figlia maggiore del signore di Milano Bernabò Visconti).
Poco si sa dell'infanzia della futura regina. È accertato che ricevette l'educazione a casa e, tra le altre cose, le venne insegnato a leggere e scrivere in lingua latina, ottenendo tutte le competenze necessarie per il futuro matrimonio. All'età di undici anni perse la madre. Si crede che suo padre l'avesse destinata al matrimonio con un principe tedesco di minore lignaggio, per cui quando lo zio del re di Francia, il reggente Filippo l'Ardito, chiese la sua mano per Carlo VI, la cosa risultò inaspettata. Isabella aveva all'epoca quindici anni.

### Matrimonio
Carlo V, prima di morire, ordinò al reggente di trovare per suo figlio "una donna tedesca" come moglie. In effetti, in termini puramente politici, la Francia avrebbe sicuramente vinto la guerra dei cent'anni, se i principi tedeschi avessero sostenuto la sua lotta contro l'Inghilterra. Anche i bavaresi avrebbero beneficiato da questo matrimonio. Evran von Wildenberg scrisse nella sua Chronik und der fürstliche Stamm der Durchlauchtigen Fürsten und Herren Pfalzgrafen bey Rhein und Herzoge in Baiern: «Elisabetta, figlia del duca di Stefano, si sposò con il potente re Carlo di Francia, perché in quel momento, la Francia era molto ricca. Questo matrimonio fu anche un grande onore».
Nonostante queste considerazioni il padre di Elisabetta, Stefano III, reagì prudentemente all'offerta di matrimonio, preoccupato tra l'altro da alcune pratiche in vigore alla corte di Francia: sapeva, infatti, che prima del matrimonio era consuetudine che la sposa si spogliasse davanti alle dame di corte, in modo che esse potessero esaminarla a fondo e potessero formarsi un'opinione circa la capacità della futura regina di procreare. Su suggerimento di suo zio, Federico di Baviera, dopo aver incontrato i francesi nelle Fiandre, nell'ottica della riconquista dei territori fiamminghi occupati dagli inglesi, nel settembre 1383 concluse il fidanzamento fra la principessa con il diciassettenne re francese Carlo VI. Stefano III non sembra fosse molto propenso ad accettare, ma Federico insistette: anticipò di persona il denaro della dote e si occupò del contratto matrimoniale.
Il matrimonio fu preceduto da una "parata", come deciso dal re di Francia. Pur temendo un fallimento e la conseguente vergogna, Stefano III inviò sua figlia verso la Francia, con la scusa di accompagnare lo zio in un pellegrinaggio ad Amiens, luogo in cui si trovavano le reliquie di San Giovanni Battista.

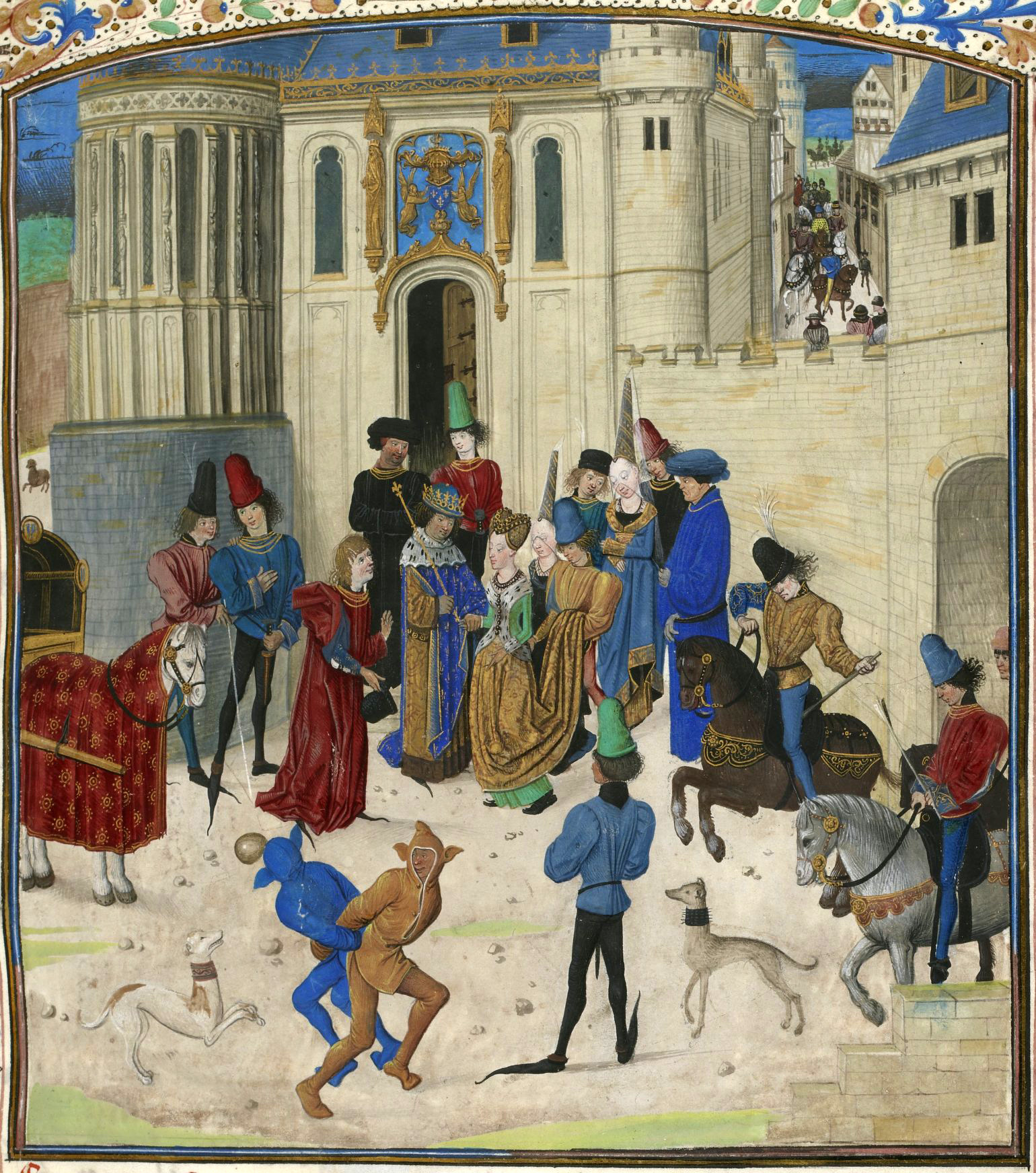
L'incontro fra Carlo VI e Isabella

Il corteo passò attraverso la Francia e il Brabante, governato dai rappresentanti del ramo cadetto della famiglia Wittelsbach. Il conte Alberto I di Baviera incontrò la principessa a Gennegau, e a Bruxelles dette una magnifica festa, offrendole la sua ospitalità, in modo che potesse riposare un po' prima di continuare il viaggio. Sua moglie, Margherita di Brieg, sinceramente affezionata alla cugina, per un certo tempo riuscì a darle qualche lezione di etichetta e a migliorare il suo guardaroba per renderlo più adatto alla corte di Francia. La ragazza imparò velocemente, dimostrando di essere intelligente e arguta. Carlo, che giungeva da Parigi per incontrare la fidanzata, arrivò ad Amiens il 6 luglio. Prima e durante il viaggio, il re, emozionato secondo il suo valletto La Riviere, la notte della vigilia dell'incontro non gli permise di dormire, molestandolo con varie domande sulla fidanzata.
Isabella arrivò ad Amiens il 14 luglio, senza conoscere il vero scopo del suo viaggio. Venne immediatamente condotta dinanzi re, vestita con un abito di manifattura francese. Jean Froissart descrivendo l'incontro narra che Carlo si accese d'amore a prima vista: «Quando lei gli si avvicinò timidamente, facendo un profondo inchino, il re le prese delicatamente il braccio e la guardò negli occhi. Capì che gli piaceva e che il suo cuore era pieno di amore per questa bella ragazza. Sognava una cosa sola: renderla al più presto sua moglie».
Il 17 luglio 1385 venne celebrato il matrimonio ad Amiens, officiato dal giovane vescovo Jean de Roland. Poche settimane dopo il matrimonio fu creata, in memoria del momento, una medaglia raffigurante due amorini con le torce in mano, simboleggianti il fuoco dell'amore tra i due sposi.

### Primi anni di regno

#### Celebrazioni
Il giorno dopo le nozze Carlo fu costretto a lasciare Isabella per raggiungere le truppe, che avevano combattuto contro gli inglesi conquistando il porto di Damme. Nel frattempo la sposa visitò la cattedrale di Amiens, a cui aveva precedentemente donato un grande vassoio in argento decorato con pietre preziose, forse proveniente da Costantinopoli, e rimase fino a Natale al castello sotto la tutela di Bianca, vedova di Filippo d'Orleans, dedicandosi allo studio della lingua e della storia francese. Durante il periodo natalizio, la giovane coppia si incontrò a Parigi, e Isabella fu guidata nella residenza reale, all'Hotel Saint-Paul, occupando gli appartamenti precedentemente di Giovanna di Borbone, la madre del re. Quell'inverno stesso fu resa nota la gravidanza della regina. All'inizio dell'anno successivo Isabella insieme al marito partecipò al matrimonio di sua cognata Caterina, che all'età di otto anni andava in sposa a Giovanni II di Berry.

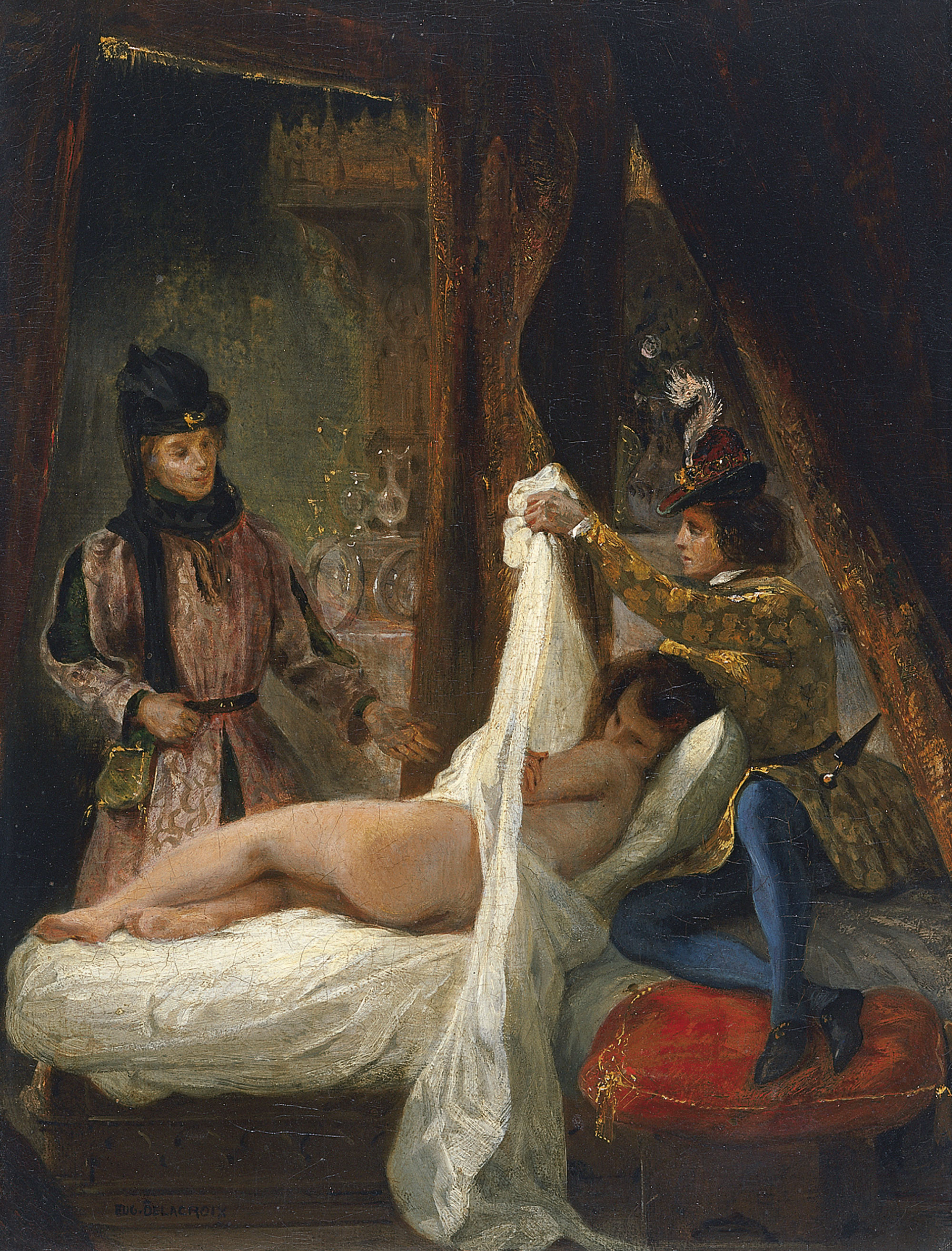
Luigi d'Orleans mostra il fascino di una delle sue amanti di Delacroix

Più tardi la giovane coppia si stabilì nel castello di Beaute-sur-Marne, che Carlo VI aveva scelto come residenza permanente. Carlo, che stava preparando l'invasione dell'Inghilterra, si avviò con le truppe verso la costa della Manica, mentre la regina incinta fu costretta a tornare al castello, dove il 26 settembre 1386 diede alla luce il suo primo figlio, chiamato Carlo in onore del padre. In occasione del battesimo del Delfino, furono organizzate feste sontuose: come padrino fu scelto il conte Carlo de Dammartin. Il bambino ebbe vita breve e morì nel dicembre dello stesso anno. Per distrarre la moglie dal suo dolore, Carlo organizzò feste sontuose per il Capodanno del 1387.
Il 7 gennaio 1387 Luigi d'Orleans si fidanzò con Valentina, la figlia di Gian Galeazzo Visconti. Successivamente, Isabella, insieme alla propria corte, si trasferì col coniuge a Senlis (in luglio), poi a Chartres (in agosto). A Chartres entrò con grande solennità e, in onore della giovane regina, fu organizzato un concerto d'organo. In quel periodo, secondo la storica Marie-Veronique Clin, la vita di Isabella era una «festa senza fine».
All'inizio del 1388 venne ufficializzata la seconda gravidanza della regina. Isabella rimase a Parigi presso il castello di Saint-Ouen, che apparteneva all'Ordine della Stella, mentre il re andò a caccia nelle vicinanze di Gisors. La coppia si scrisse continuamente. Il 14 giugno 1388, alle dieci del mattino, la regina partorì una bambina di nome Giovanna, destinata però a vivere solo due anni.
Il 1º maggio 1389 la regina e suo marito parteciparono a una sontuosa cerimonia di iniziazione a cavalieri dei cugini reali: Luigi e Carlo d'Angiò. I festeggiamenti per questo evento durarono sei giorni, durante i quali alle gare seguirono cerimonie religiose. Michel Pintoin (detto il "monaco di Saint Denis") ha scritto nella sua cronaca: «Come si è saputo per certo, l'intrattenimento ha provocato la disgrazia di un adulterio, che poi ha portato a un sacco di guai».
Pintoin non scrisse i nomi degli amanti, ma gli studiosi moderni sono propensi a credere che si riferisse alla regina e a Luigi d'Orleans. Infatti il fratello del re in quel momento godeva la reputazione di uomo dissoluto; come scrisse sprezzantemente Thomas Basin, il duca andava «nitrendo come un cavallo intorno alle belle donne». Altri hanno fatto notare però che la regina in quel momento era incinta di quattro mesi e che prendeva molto seriamente la sua posizione, mettendo così in discussione l'ipotesi di un adulterio. C'è infatti un'altra interpretazione della frase di Pintoin: la donna che avrebbe commesso l'adulterio non sarebbe stata Isabella, bensì Margherita di Baviera, moglie di Giovanni Senza Paura duca di Borgogna.

#### Solenne entrata a Parigi e incoronazione

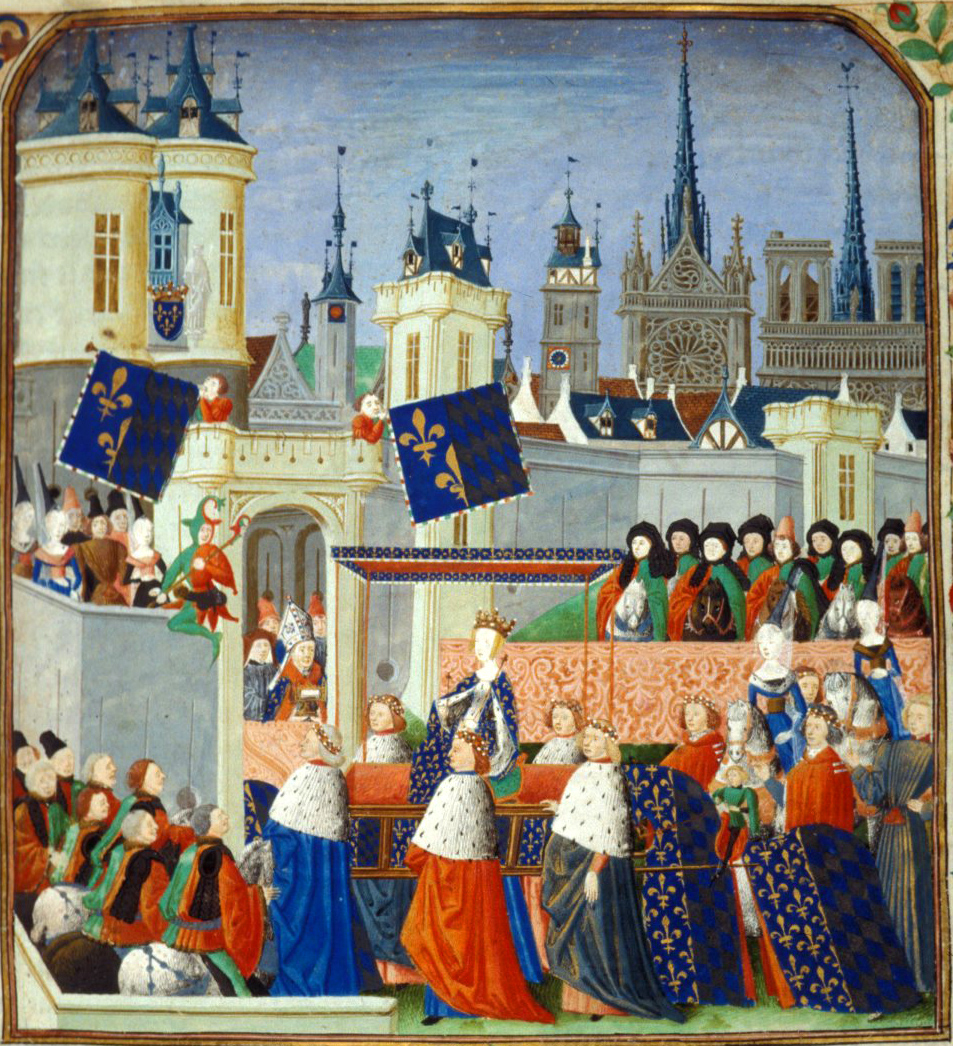
Solenne entrata di Isabella a Parigi il 22 agosto 1389

Il 22 agosto 1389 si decise di organizzare una grande entrata della regina nella capitale francese. Isabella aveva una perfetta familiarità con Parigi, dove aveva abitato costantemente per quattro anni durante l'inverno, ma il re, che amava sontuose feste e cerimonie, insistette nell'organizzare una parata. La regina, allora incinta di sei mesi, venne portata in un baldacchino, accompagnata a cavallo da sua cognata Valentina, moglie di Luigi d'Orleans.
Per l'entrata ufficiale della sovrana, Parigi era stata riccamente decorata e nelle piazze erano state allestite fontane che gettavano vino. Una ragazza, raffigurante Maria con Gesù bambino in braccio, accolse e benedisse la regina. In seguito alcuni ragazzi, che rappresentavano gli angeli, scesero da un arco con una macchina teatrale e posero in testa a Isabella una corona d'oro. Successivamente la sovrana partecipò alla messa nella cattedrale di Notre-Dame e donò la corona alla Vergine, mentre dei cortigiani le misero subito in testa una corona più preziosa. Il giorno dopo, in presenza del re e dei suoi cortigiani, Isabella fu solennemente incoronata nella Sainte-Chapelle.
Il matrimonio e il viaggio a Parigi sono gli episodi più documentati della vita della regina e sono riportati nella maggior parte delle cronache dell'epoca.
Nel novembre dello stesso anno nacque il terzo figlio, Isabella, futura regina d'Inghilterra. Negli anni seguenti la regina accompagnò il marito in un viaggio di ispezione per il sud della Francia e fece un pellegrinaggio all'abbazia cistercense di Maubuisson e poi a Melun, dove il 24 gennaio 1391 dette alla luce il suo quarto figlio, la principessa Giovanna.

### L'assunzione di un ruolo politico (1392-1407)

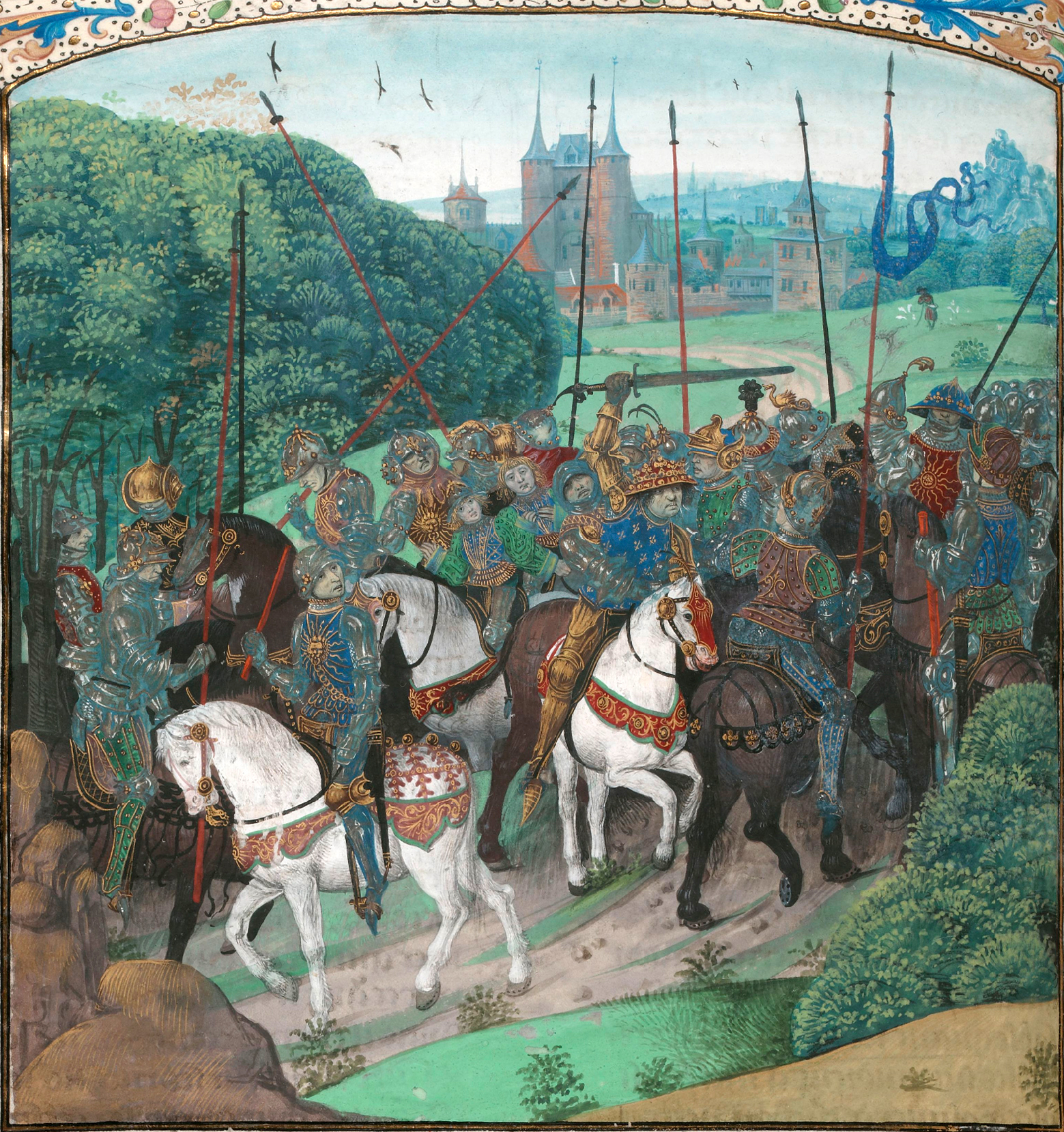
Il primo attacco di pazzia di re Carlo VI, mentre attacca i suoi cavalieri.

#### Moglie di un re pazzo
Il 5 agosto 1392, mentre stava attraversando la foresta di Le Mans col suo esercito, inseguendo Pierre de Craon, attentatore alla vita del conestabile di Francia, re Carlo VI improvvisamente attaccò i suoi uomini, uccidendone quattro. Dopo l'attacco, il sovrano venne disarcionato dal ciambellano e da altri uomini: nella caduta riportò un trauma cranico, che lo fece entrare in coma, rimanendo per quattro giorni in tale stato.
L'insorgenza improvvisa della follia del re fu vista da alcuni come segno di punizione divina e da altri come risultato di una stregoneria. Fu l'inizio di una malattia mentale che avrebbe accompagnato il re fino alla morte. Gli storici moderni ipotizzano che Carlo VI possa aver sofferto di schizofrenia paranoide.
All'epoca la regina, che aveva solo 22 anni, si trovò totalmente impreparata davanti a questi fatti, che avrebbero cambiato totalmente la sua vita da quel momento: «il principe azzurro si mutò in una bestia», afferma lo storico Yann Grandeau.
Il re in stato comatoso fu riportato a Le Mans, dove Guillaume de Harsigny - un venerato e dotto medico novantaduenne - fu convocato per curarlo. Carlo riprese conoscenza e la sua febbre si calmò. Dopo qualche tempo sembrò che avesse pienamente recuperato la salute, sviluppando solo una certa "pigrizia" negli affari pubblici e una maggiore irritabilità. 

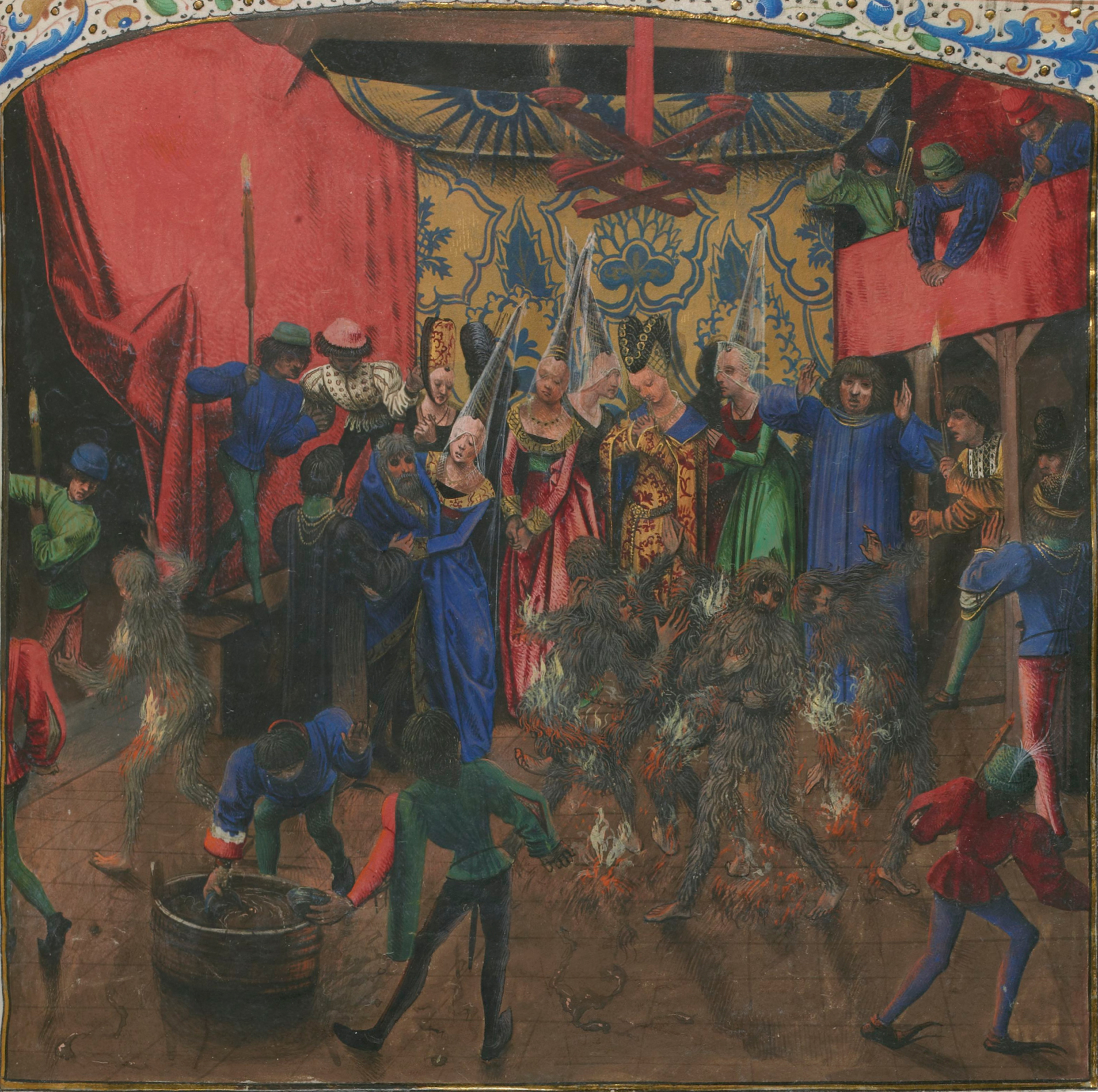
Il Bal des Ardents. Sulla sinistra si vede re Carlo VI mentre è protetto dalla duchessa di Berry, Giovanna II d'Alvernia, che gli salvò la vita, proteggendolo con la sua gonna.

Nel gennaio 1393 la regina organizzò una festa per celebrare il terzo matrimonio della sua dama di compagnia tedesca Caterina de Fastaverin. Un membro della corte suggerì a Carlo di sorprendere la regina e le altre dame unendosi a un gruppo di cortigiani mascherati da uomini selvaggi e di invadere la festa. Durante la danza ci fu un incidente con il fuoco, a causa di una scintilla proveniente da una torcia avvicinata dal duca d'Orléans, che bruciò il costume di un ballerino: Carlo VI rischiò seriamente la vita e quattro dei danzatori arsero vivi. Questa tragica vicenda sarà ricordata come il Bal des Ardents.
Il disastro minò la fiducia nella capacità del re di poter governare. I parigini ritennero l'evento la prova della decadenza della corte e minacciarono una ribellione contro i più potenti membri della nobiltà. L'indignazione del pubblico costrinse il re e il duca d'Orléans, che un cronista contemporaneo accusò di tentato regicidio e di stregoneria, di fare penitenza per l'evento.
Nel giugno seguente, Carlo subì un secondo e più prolungato attacco di follia, della durata di circa sei mesi, segno di una situazione ingravescente che si sarebbe protratta nei tre decenni successivi. Durante le fasi più acute della sua malattia, Carlo non era in grado di riconoscere Isabella, tanto da farla allontanare dalla sua stanza.
Quando la malattia peggiorò, Isabella fu accusata di aver abbandonato il sovrano, in particolare dopo il trasferimento all'Hôtel Barbette dove, secondo la biografa Marie-Véronique Clin, «non [aveva più] paura di essere picchiata a sangue» dal marito. La storica Rachel Gibbons ipotizza che Isabella volesse prendere le distanze dal re e dalla sua malattia, affermando che «sarebbe ingiusto darle la colpa se non voleva vivere con un pazzo».

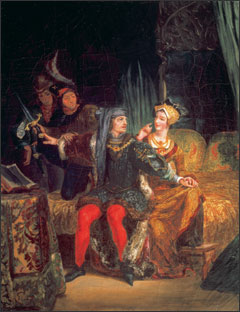
Carlo VI con la sua Maîtresse-en-titre Odette de Champdivers. Dipinto di Delacroix (1825 circa).

Dal momento che il re spesso si dimostrava intollerante alla sua presenza durante i suoi episodi psicotici, alla fine si ritenne opportuno fornirgli un'amante, Odette de Champdivers, figlia di un maître de écuries; Odette si dice somigliasse a Isabella e venne chiamata la "piccola regina". Probabilmente assunse questo ruolo dal 1405 con il consenso della sovrana, ma durante i periodi di lucidità il re aveva ancora rapporti coniugali con sua moglie, la cui ultima gravidanza si è verificò nel 1407. In totale diede al marito dodici figli, anche se la paternità di alcuni di essi (iniziando dal quarto) è stata nel tempo più volte messa in discussione.
Nonostante prendesse le distanze dal marito durante gli attacchi della malattia, gli scambi di lettere e doni durante i periodi di lucidità del re testimoniano la presenza di un affetto reciproco. Tracy Adams scrive che l'attaccamento e la fedeltà di Isabella è evidente dagli sforzi che fece per mantenere la Corona per i suoi eredi nei decenni successivi.
Nel 1392 nacque il secondo Delfino, Carlo, seguito l'anno successivo da Maria, che la sovrana volle destinare alla vita monastica per un voto fatto a Dio per il recupero della salute del re. La salute di Carlo VI però non migliorò e quando i medici ammisero infine la propria impotenza, Isabella si rivolse a guaritori e ciarlatani, emise un'ordinanza a Parigi per eseguire molte processioni religiose e cacciò gli ebrei dai domini del marito.
Durante uno dei brevi periodi di lucidità, negli anni novanta del 1300, Carlo VI prese accordi facendo di Isabella la «principale custode del Delfino», l'erede al trono, fino al raggiungimento dei 13 anni di età, dandole un potere politico aggiuntivo sul Consiglio di Reggenza. Carlo VI nominò Isabella co-tutrice dei figli nel 1393, posizione condivisa con i duchi reali e il fratello della regina, Ludovico di Baviera, mentre dette al duca d'Orléans pieno potere della reggenza.

### Il ruolo di mediatrice

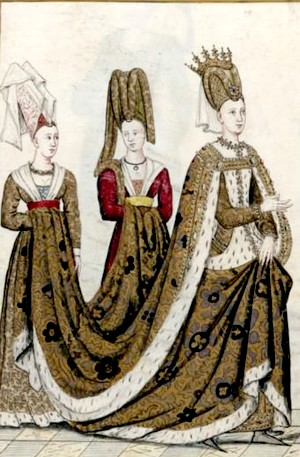
Isabella di Baviera con due dame di corte, ritratta da François Roger de Gaignières.

La vita di Isabella è ben documentata, molto probabilmente perché, a causa della malattia del marito, fu costretta a rivestire un ruolo politico raro per le regine del periodo, al quale era verosimilmente impreparata, «come qualsiasi altra sposa proveniente da un casato ducale poco importante» afferma Rachel Gibbons. Obbligata ad assumere un'importante funzione per il mantenimento della pace in mezzo alla crescente lotta per il potere, Isabella riuscì nel suo ruolo di pacificatrice tra le diverse fazioni di corte. La sua biografa Tracy Adams la descrive come una diplomatica talentuosa capace di destreggiarsi nella politica di corte con facilità, grazia e carisma.
Carlo VI dette alla regina il pieno potere di proteggere ed educare l'erede al trono, seguendo le leggi emanate dal suo predecessore Carlo V. Questa separazione dei poteri tra il duca d'Orléans e gli zii reali aumentò i dissidi tra le fazioni, tanto che l'anno seguente, quando i disturbi mentali del re diventarono sempre più gravi e prolungati, Isabella fu nominata capo del Consiglio di reggenza, carica che le dette potere decisionale sui duchi reali e sul Conestabile di Francia, ma allo stesso tempo, la rese vulnerabile agli attacchi delle varie fazioni di corte.
A dimostrazione che Isabella avesse un'influenza diplomatica si può citare la richiesta di intervento che le fu presentata dalla delegazione fiorentina, di cui faceva parte Bonaccorso Pitti, tra la fine degli anni '80 e i primi anni '90 del 1300, riguardo alla vicenda legata alla presa di potere di Gian Galeazzo Visconti a Milano. Il duca d'Orléans e il duca di Borgogna erano a favore di Visconti mentre la regina, suo fratello Ludovico e il duca d'Armagnac erano contrari (nonostante Isabella fosse cugina di primo grado di Gian Galeazzo). A quel tempo essa non aveva ancora il potere politico decisivo per poter ottenere un cambiamento.
Nel 1390 Jean Gerson, dell'Università di Parigi, formò un consiglio per eliminare lo Scisma d'Occidente a cui fece partecipare anche la sovrana, in riconoscimento alle sue abilità diplomatiche. I francesi volevano che sia il papa avignonese sia quello romano abdicassero in favore di un unico papa a Roma: ad Avignone Clemente VII ben accolse la presenza di Isabella, riconoscendola come un'efficace mediatrice. Tuttavia gli sforzi diplomatici sfumarono alla morte di Clemente VII.
Il 12 gennaio 1395 nacque il settimo figlio dei regnanti, Michela. L'anno seguente iniziarono i negoziati sul matrimonio della figlia maggiore del re, Isabella, di sei anni, con il re inglese Riccardo II, che portò nuovi screzi tra il duca di Borgogna e il duca d'Orleans, contrario alle nozze. La regina si schierò con Filippo l'Ardito e il matrimonio fu celebrato. Isabella di Valois tornò in Francia nel 1401 dopo l'assassinio del marito e il rifiuto di sposare l'erede al trono del nuovo re, il futuro Enrico V d'Inghilterra.
Nel 1397 nacque l'ottavo figlio: Luigi, duca di Guyenna. L'8 settembre dello stesso anno, Maria, sesta figlia del re, esaudendo il voto fatto dalla madre, divenne suora e poi badessa all'abbazia di Poissy, dove morì durante un'epidemia peste a 47 anni. Nel 1398 nacque un altro figlio, Giovanni, duca di Turenne. L'anno seguente il Delfino Carlo si ammalò gravemente. Secondo le cronache «a dispetto delle preghiere in corso a Parigi e in altri luoghi, questo caro bambino, dopo due mesi di malattia grave è caduto in estrema stanchezza, il suo corpo è fatto solo da ossa ricoperte di pelle». A Parigi si sparse la voce che il Delfino fosse stato avvelenato e che la regina non potesse o non volesse aiutarlo: più volte la folla parigina volle vedere il bambino da un balcone per accertarsi che fosse ancora vivo. Morì 13 gennaio 1401 e fu sepolto nella tomba reale di Saint-Denis. Gli studiosi moderni ritengono che il Delfino sia morto di tubercolosi. Con la sua morte, il titolo di erede al trono passò al fratello minore Luigi.

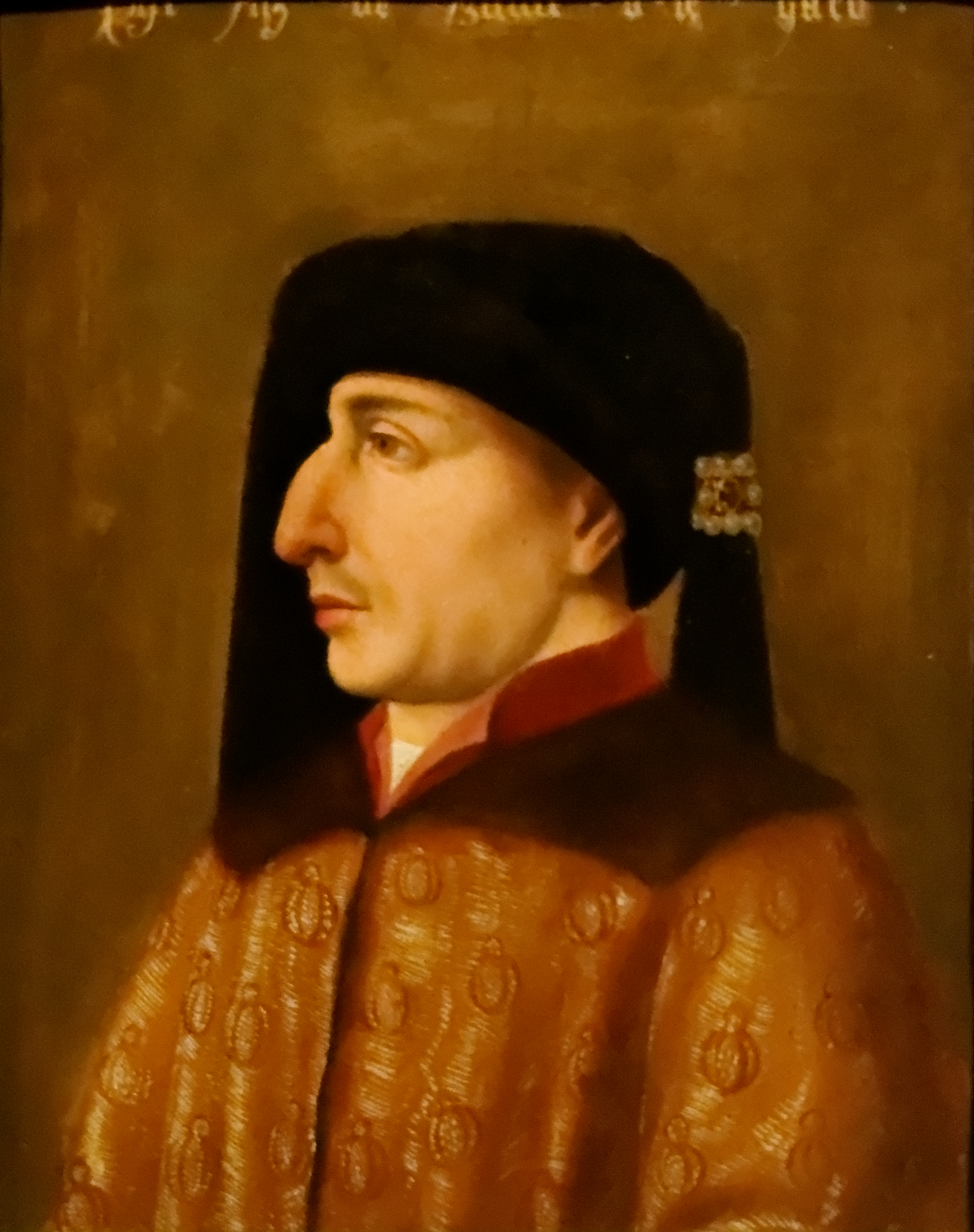
Filippo l'Ardito, zio di Carlo VI e del duca d'Orléans.

Durante la malattia del re, il duca d'Orléans divenuto finanziariamente potente a causa della sua carica di esattore ufficiale delle tasse decise, assieme alla regina Isabella, di aumentare il livello di tassazione. Nel 1401, durante una crisi di salute del re, suo zio il duca Filippo l'Ardito si ribellò al potere del duca d'Orléans e minacciò di entrare a Parigi con 600 uomini d'arme e 60 cavalieri. Isabella intervenne come mediatrice tra i duchi d'Orléans e di Borgogna, evitando spargimenti di sangue e lo scoppio della guerra civile.
Nel mese di ottobre dello stesso anno la regina diede alla luce un'altra figlia, Caterina, futura moglie di Enrico V d'Inghilterra e poi di Owen Tudor, il cui nipote, Enrico Tudor, con un colpo di Stato avrebbe un giorno ottenuto il trono fondando una nuova dinastia.
Dal 1402, con il consenso del marito, Isabella arbitrò la crescente controversia tra il partito orleanista e quello borgognone, prendendo il controllo della tesoreria. Il 22 febbraio 1403 nacque l'undicesimo figlio della coppia reale, Carlo, conte di Ponthieu.
L'anno seguente, dopo la morte di Filippo l'Ardito, suo figlio Giovanni divenne duca di Borgogna, e continuò la lotta politica del padre nel tentativo di accedere al tesoro reale per gli interessi del proprio ducato. Il duca d'Orléans e gli altri duchi reali pensarono che Giovanni volesse usurpare il potere per i propri interessi. Isabella si schierò al fianco del duca d'Orléans per proteggere gli interessi della Corona e dei suoi figli, pensando che il nuovo duca di Borgogna stesse oltrepassato i suoi limiti di rango, essendo cugino del re, mentre Orléans ne era il fratello.

### L'ostilità popolare

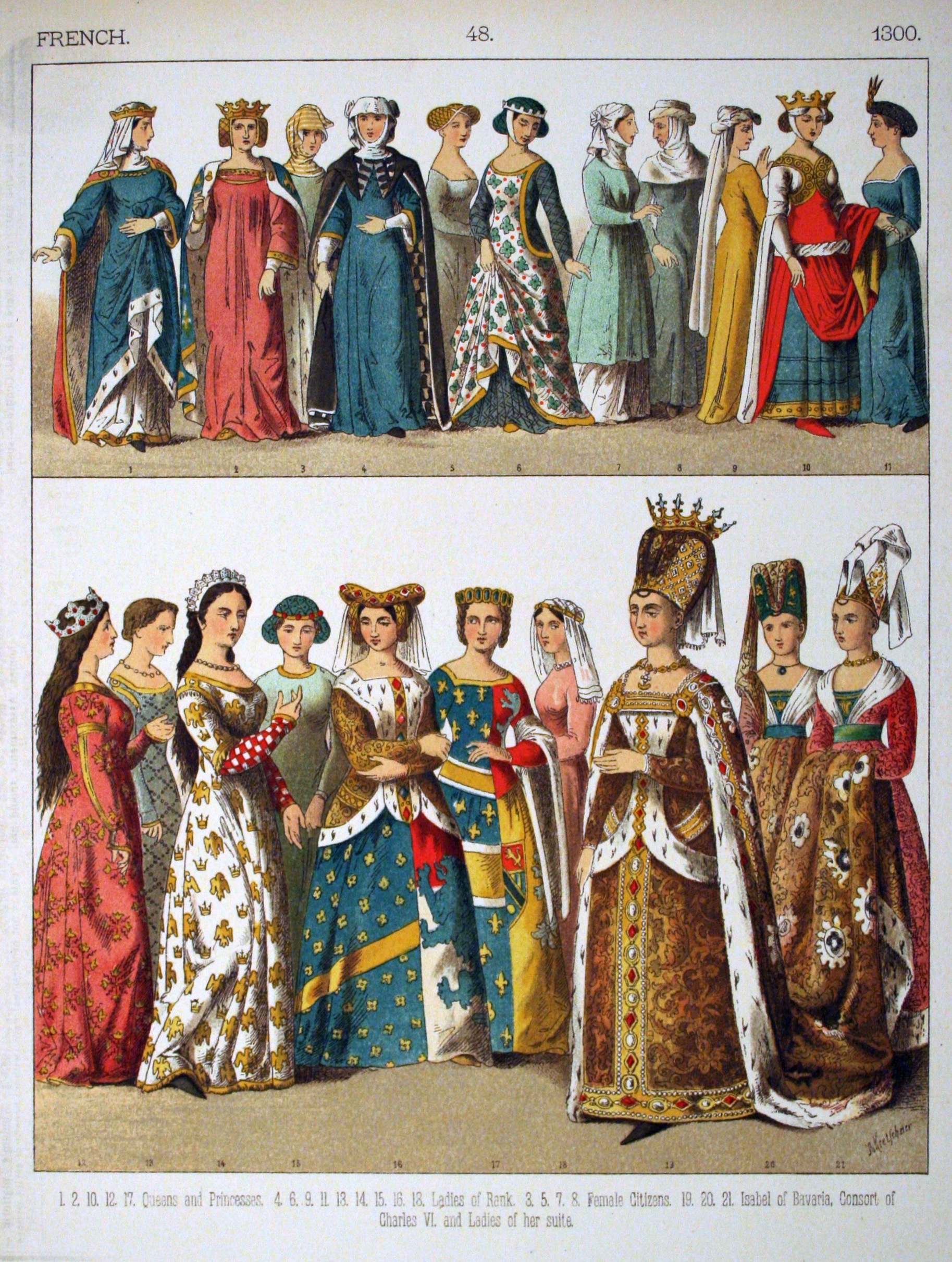
La moda alla corte di Carlo VI, che all'epoca fece molto discutere.

La regina iniziò rapidamente a perdere popolarità tra i sudditi. Iniziò a circolare la voce di una relazione tra lei e il cognato, il duca d'Orléans, relazione che all'epoca era considerata incestuosa. Se i due fossero effettivamente amanti è questione dibattuta dagli storici contemporanei: Rachel Gibbons sostiene che l'accusa fosse propaganda contro la decisione che la regina e il duca d'Orléans avevano preso di aumentare le tasse nel 1405.
Un frate agostiniano, Jacques Legrand, durante una predica denunciò l'eccesso e la depravazione della corte, menzionando in particolare la moda seguita da Isabella, e i vestiti che mettevano in bella vista collo, spalle e décolleté. Il monaco presentò il suo sermone come un'allegoria, in modo da non offendere apertamente la regina, ma raffigurò lei e le sue dame di compagnia come persone vendicative e furiose. Accusò la sovrana di aver perso il contatto con la gente comune e la corte. Nello stesso periodo, un pamphlet politico satirico, Songe Veritable, ormai considerato dagli storici come propaganda pro-borgognona, che accennava alla relazione tra la regina e il cognato, fu divulgato e ampiamente distribuito a Parigi.
Nel frattempo Giovanni di Borgogna accusò Isabella e il duca d'Orléans di cattiva gestione delle finanze dello Stato e si sollevò contro di loro. Con un esercito di 1.000 cavalieri entrò a Parigi per opposizione alla nuova imposta applicata ai suoi possedimenti per rimettere in ordine le finanze del regno.
Il duca e la sovrana ripararono al castello fortificato di Melun, dove dovevano essere raggiunti dal resto della famiglia dopo qualche giorno, ma il duca di Borgogna riuscì ad anticipare il gruppo in cui vi erano i bambini reali e i loro accompagnatori, prendendo in ostaggio il Delfino, con cui tornò nella capitale occupata dalle forze borgognone.
A Parigi il duca di Berry riuscì a prendere rapidamente il controllo del Consiglio Reale e si occupò del Delfino. In quei momenti Carlo VI fu abbastanza lucido per circa un mese e fu in grado di aiutare la sovrana durante quel periodo di crisi. Il sequestro dell'erede al trono scatenò quasi una guerra su vasta scala, che tuttavia venne scongiurata. Il duca d'Orléans riunì rapidamente un esercito, mentre Giovanni di Borgogna incoraggiò i parigini alla rivolta, ma quest'ultimi rifiutarono per rimarcare la propria fedeltà al re e al Delfino. Il duca di Berry fu nominato capitano generale di Parigi e le porte della città vennero bloccate. Nel mese di ottobre Isabella fu nuovamente mediatrice della controversia, su richiesta di una lettera di Christine de Pizan e di un'ordinanza del Consiglio reale.

### La guerra civile

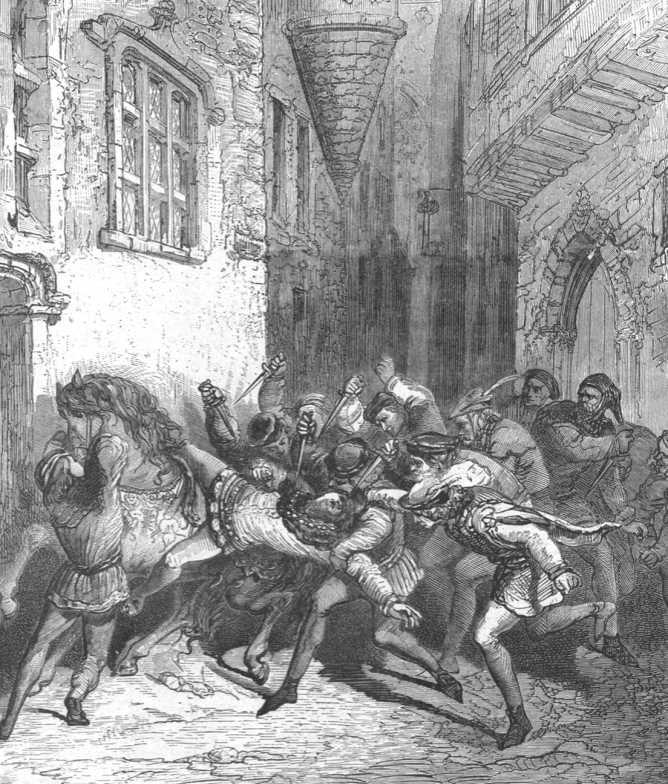
L'assassinio del duca d'Orléans.

#### L'omicidio del duca d'Orléans
Poco dopo la pacificazione, Giovanni di Borgogna ordinò l'assassinio del duca d'Orléans. Il 23 novembre, dei sicari attaccarono il duca mentre tornava alla sua dimore parigina dopo un colloquio con la sovrana: gli venne mozzata la mano che teneva le redini del cavallo, e fu colpito «a morte con spade, asce e mazze di legno». Il cadavere fu lasciato in un canale di scolo. Giovanni inizialmente negò il proprio coinvolgimento nell'assassinio, ma rapidamente ammise che l'atto era stato compiuto per salvaguardare l'onore della regina, sostenendo di aver agito per vendicare la monarchia del presunto adulterio tra Isabella e il duca d'Orléans. I suoi zii reali, sconvolti dalla confessione, lo costrinsero a lasciare Parigi mentre il Consiglio Reale tentò una riconciliazione tra le casate di Borgogna e d'Orléans.
Nel marzo 1408, Jean Petit presentò una lunga e ben argomentata giustificazione a palazzo reale davanti ad un folto pubblico di corte. Petit sostenne in maniera convincente che Luigi d'Orléans, in assenza del re era diventato un tiranno, guidato solo dalla sete di potere e dall'avidità aveva praticanto la stregoneria e la negromanzia, e aveva inoltre progettato un fratricidio al ballo degli ardenti. Petit sostenne che Giovanni doveva essere esonerato poiché aveva difeso il re e la monarchia assassinando Orléans. Carlo VI che era «folle durante l'orazione» fu convinto dall'argomentazione e graziò il cugino Giovanni di Borgogna, per poi annullare il perdono il settembre seguente.

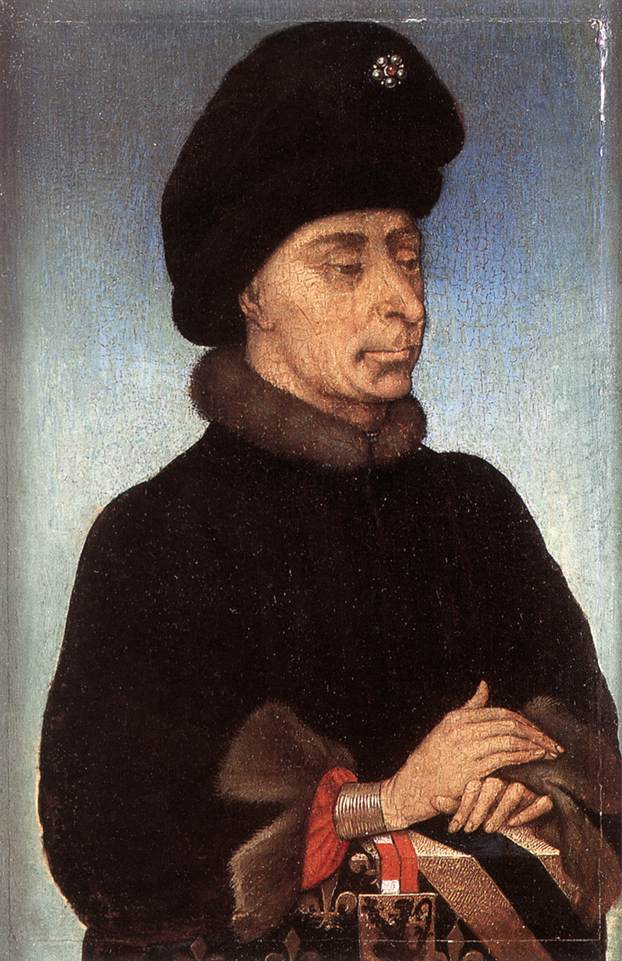
Giovanni, duca di Borgogna, detto "Giovanni Senza Paura". Mandante dell'omicidio del cugino Luigi d'Orléans, ottenne da Isabella la tutela del Delfino e il dominio di Parigi.

Scoppiarono nuovi screzi dopo l'assassinio e Isabella mise truppe a pattugliare Parigi e, per proteggere il Delfino Luigi, lasciò la città per Melun. Nel mese di agosto Isabella organizzò l'entrata a Parigi per il Delfino, e all'inizio del nuovo anno Carlo VI firmò un'ordinanza che dava al figlio tredicenne il potere di governare, in assenza della regina. In questi anni, la più grande preoccupazione di Isabella fu la sicurezza del Delfino e la sua preparazione ad assumere i compiti del re: fu con questi obiettivi che formò le sue alleanze. In quel momento, la regina e la sua influenza erano ancora cruciali per la lotta per il potere. Il controllo fisico della regina e dei suoi figli divenne importante per entrambe le parti e la sovrana fu spesso costretta a cambiare alleanze, per questo la politica di Isabella venne criticata e etichettata come "instabile". Isabella si schierò con il partito borgognone tra il 1409-1413, e cambiò bandiera formando un'alleanza con gli orleanisti dal 1413 a 1415.
Nel marzo 1409, Giovanni di Borgogna fu reintegrato nel Consiglio Reale, dopo una riconciliazione in pubblico alla cattedrale di Chartres con Carlo, il figlio del duca d'Orléans, anche se la faida continuò: sposando in seconde nozze la figlia del duca d'Armagnac, Carlo aderì al partito degli Armagnacchi che si contrapponevano ai Borgognoni, al seguito di Giovanni. Nel dicembre dello stesso anno Isabella conferì la tutela del Delfino al duca di Borgogna, facendo di lui il signore di Parigi e il mentore dell'erede al trono.
A quel punto il duca ottenne essenzialmente il controllo sia del Delfino sia di Parigi, e acquistò il favore della popolazione a causa della sua opposizione all'imposizione fiscale di Isabella e del duca d'Orléans. Le azioni di Isabella riguardo a Giovanni di Borgogna fecero insorgere gli Armagnacchi, che nell'autunno del 1410 marciarono su Parigi per "salvare" il Delfino dall'influenza del duca. A quel tempo i membri della Università di Parigi, in particolare Jean Gerson, proposero che tutti i membri in lotta del Consiglio reale facessero un passo indietro dimettendosi immediatamente dal potere.
Per allentare la tensione con i Borgognoni venne organizzato un doppio matrimonio nel 1409: Michela di Valois e il Delfino Luigi sposarono rispettivamente Filippo e Margherita, figli del duca di Borgogna. Prima del matrimonio, Isabella negoziò un trattato con Giovanni di Borgogna in cui definì chiaramente la gerarchia familiare e la sua posizione in relazione al trono.

#### Lo scontro armato

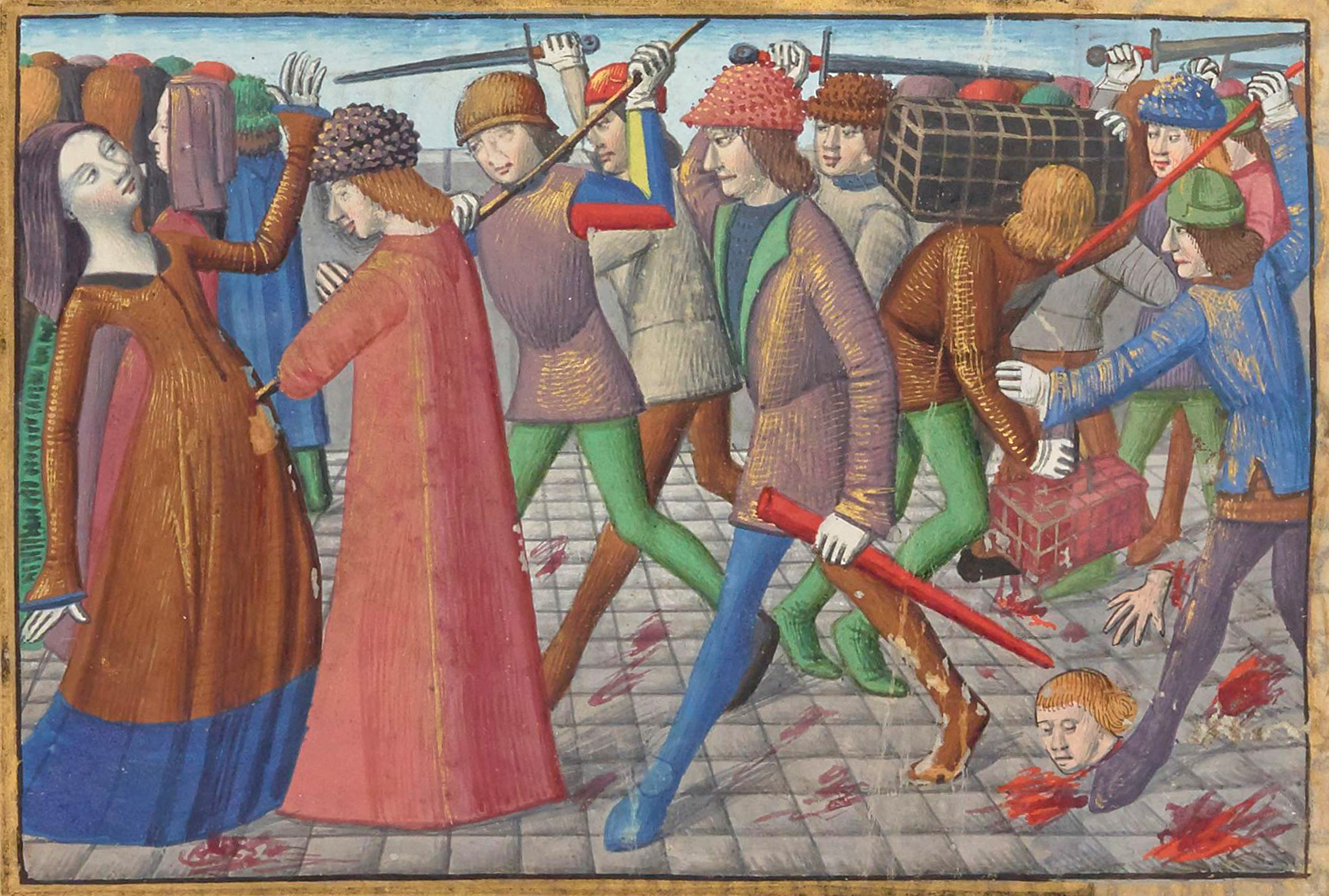
La Révolte des Cabochiens guidata dallo scuoiatore Simon Caboche, durante la guerra civile tra Armagnacchi e Borgognoni.

Nonostante gli sforzi di Isabella per mantenere la pace, si arrivò ad un confronto armato tra il partito degli Armagnacchi e Borgognoni che fece scoppiare una guerra civile nel regno. Il duca di Borgogna aveva il controllo di Parigi e l'appoggio delle grandi città settentrionali, mentre gli Armagnacchi avevano il sostegno delle campagne e dei territori meridionali. Inizialmente Giovanni ebbe la meglio e non intervenne quando tra maggio e luglio del 1413, a Parigi scoppiarono dei disordini guidati dallo scuoiatore Simon Caboche: macellai, trippai, scuoiatori e conciapelli saccheggiarono e arrestarono parecchie persone, anche vicine alla corte, con l'accusa di malversazione; furono arrestate anche quindici dame di corte, vicine alla regina.
Isabella, che in un primo momento era alleata al duca di Borgogna, si alleò a Carlo d'Orléans, che aveva precedentemente negato i fondi del tesoro reale a tutti i membri della famiglia reale. Ai primi di agosto, Giovanni Jouvenel, magistrato di simpatie armagnacche, guidò un movimento di reazione, che prometteva un'amnistia generale e la pace, guadagnando alla sua causa la maggioranza dei parigini che si schierò per gli Armagnacchi. A settembre, il duca d'Orléans prese il controllo della capitale, rimise in carica tutti i funzionari deposti e iniziò a perseguitare i rivoltosi dell'estate precedente. Il duca di Borgogna riparò a Lilla. Nel febbraio 1414 Giovanni, seguito da una grossa scorta, si presentò davanti alle mura di Parigi, ma non gli fu permesso di entrare, venendo bandito e dichiarato ribelle. 

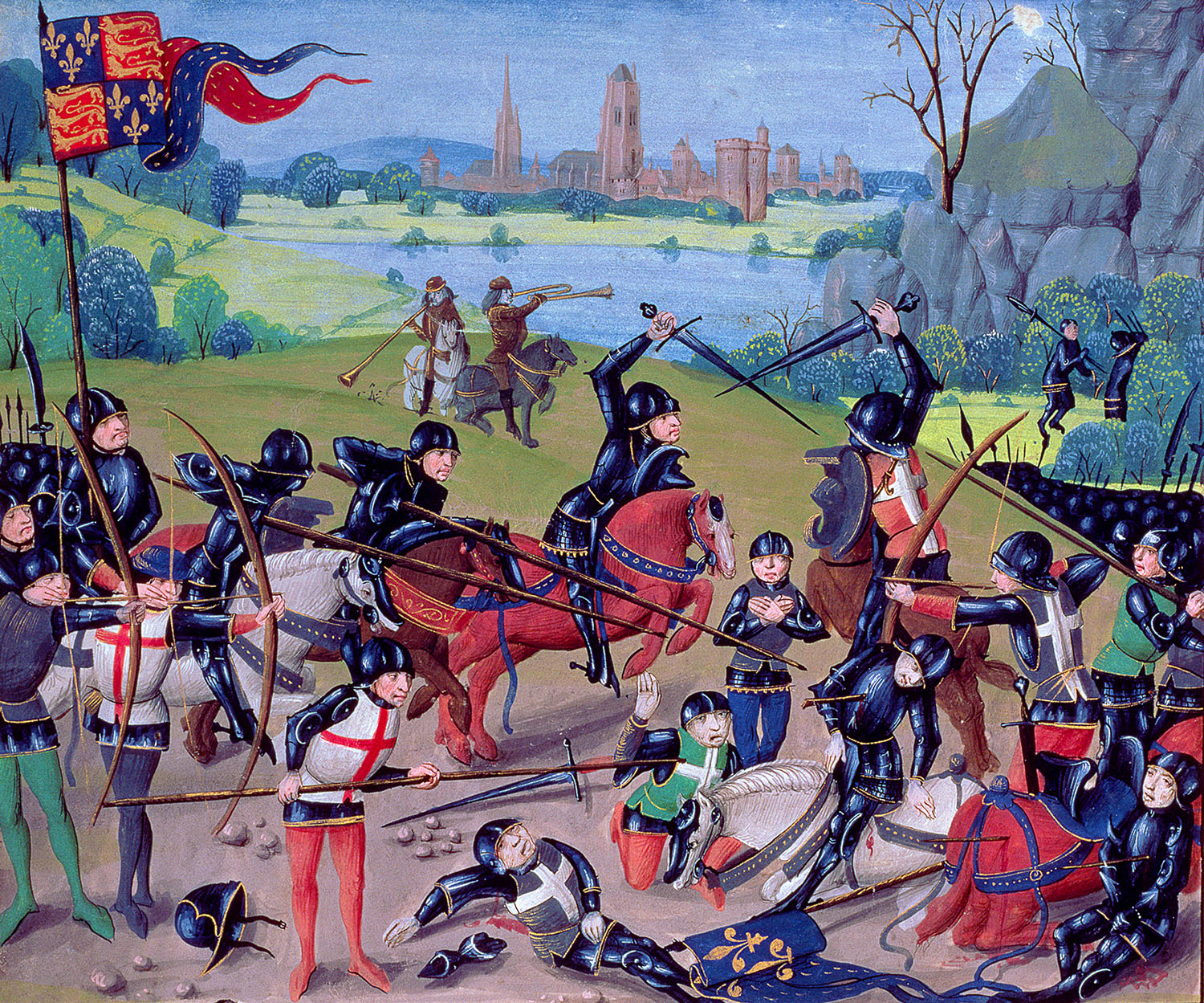
La battaglia di Agincourt, che si concluse in maniera disastrosa per l'esercito francese.

Approfittando della guerra civile in corso, re Enrico V d'Inghilterra invase la costa nord-ovest del regno di Francia, e nel 1415 procurò una pesante sconfitta ai francesi nella battaglia di Agincourt. Quasi un'intera generazione di capi militari morirono o furono fatti prigionieri in un unico giorno. Giovanni di Borgogna, ancora in lotta con la famiglia reale e gli Armagnacchi, rimase neutrale mentre l'esercito inglese continuava a conquistare la Francia settentrionale.
Il 18 dicembre 1415 il Delfino Luigi morì in seguito ad una grave infreddatura complicata da dissenteria, all'età di 18 anni, lasciando Isabella con un ruolo politico poco chiaro. Il titolo di erede al trono passò al fratello minore Giovanni di Turenne di 17 anni, simpatizzante per il partito dei Borgognoni. Fin da bambino, il nuovo Delfino era stato affidato alle cure del duca Guglielmo II di Baviera, ed era sposato con sua figlia Giacomina di Hainaut. Guglielmo rifiutò di mandare il genero a Parigi, mentre i Borgognoni saccheggiavano la città e i parigini si rivoltarono contro un'altra ondata di aumenti delle tasse avviate dal conte Bernardo VII d'Armagnac. Nel frattempo, in un periodo di lucidità, Carlo VI tolse al conte la carica di Conestabile di Francia. Isabella tentò di intervenire organizzando un incontro con Giacomina nel 1416, ma gli Armagnacchi non permisero alla regina di conciliarsi con il casato di Borgogna, mentre Guglielmo II continuò a impedire al giovane Delfino di recarsi a Parigi.

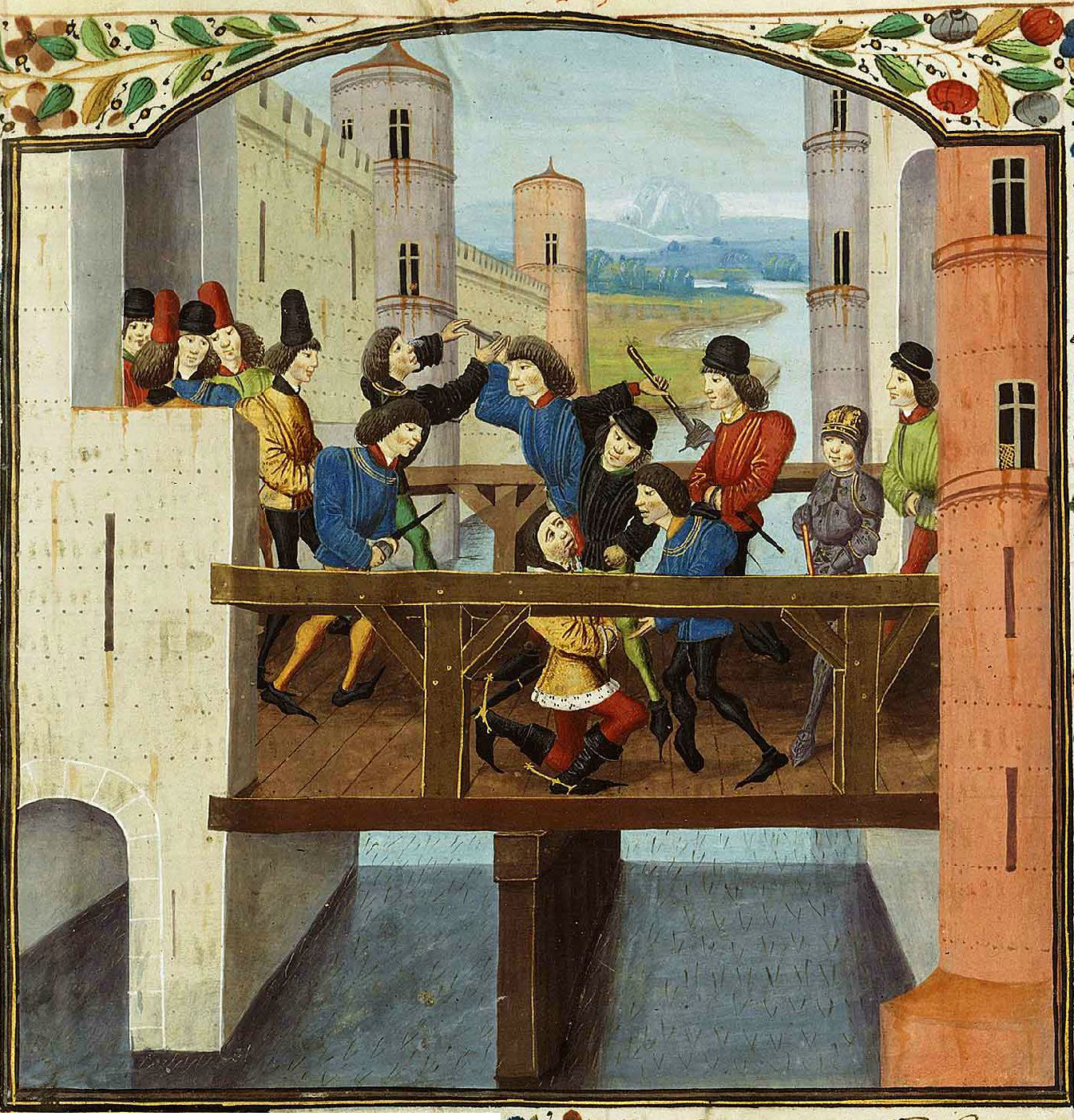
Assassinio del duca di Borgogna, Giovanni Senza Paura, sul ponte di Montereau, nel 1419.

Nel 1417 Enrico V invase la Normandia con 40.000 uomini. Nel mese di aprile dello stesso anno, il Delfino Giovanni morì improvvisamente per un tumore dietro l'orecchio, probabilmente una mastoidite. Con la sua morte divenne Delfino il sesto e ultimo figlio di Isabella, Carlo, di 14 anni. Cresciuto alla corte angioina, il nuovo Delfino era favorevole al partito degli Armagnacchi. Questi ultimi imprigionarono Isabella a Tours, confiscandole i beni personali (vestiti, gioielli e denaro), separandola dalla famiglia, dai figli più piccoli e dalle sue dame di compagnia. Fu liberata nel mese di novembre con l'aiuto del duca di Borgogna. Secondo Pintoin, il duca ne avrebbe negoziato il rilascio per ottenere il controllo dell'autorità di cui ancora la regina disponeva. Isabella mantenne la sua alleanza con i Borgognoni da quel momento fino al Trattato di Troyes.
In un primo momento Isabella assunse il ruolo di unica reggente, ma nel gennaio 1418 cedette la sua carica a Giovanni di Borgogna che, insieme alla sovrana, abolì il parlamento (Chambre des Comptes) e cercò di assicurarsi il controllo di Parigi e del re. Giovanni ottenne il controllo di Parigi il 28 maggio 1418, ma non riuscì a impedire l'omicidio del duca d'Armagnac ad opera di rivoltosi. Il Delfino fuggì dalla città. Secondo la cronaca di Pintoin, il Delfino rifiutò l'invito di Isabella a unirsi a lei, che entrò in città con Giovanni il 14 luglio.
Poco dopo aver assunto il titolo di Delfino, Carlo negoziò una tregua con Giovanni a Pouilly e gli chiese un incontro privato il 10 settembre 1419 su un ponte a Montereau, promettendo la sua garanzia personale. L'incontro si concluse tuttavia con l'uccisione di Giovanni, aggredito dagli accompagnatori del Delfino. A causa di questo crimine, il re Carlo VI diseredò suo figlio. Le azioni del Delfino alimentarono le voci circa la sua illegittimità e la sua diseredazione posero le basi per il Trattato di Troyes.

#### Il Trattato di Troyes

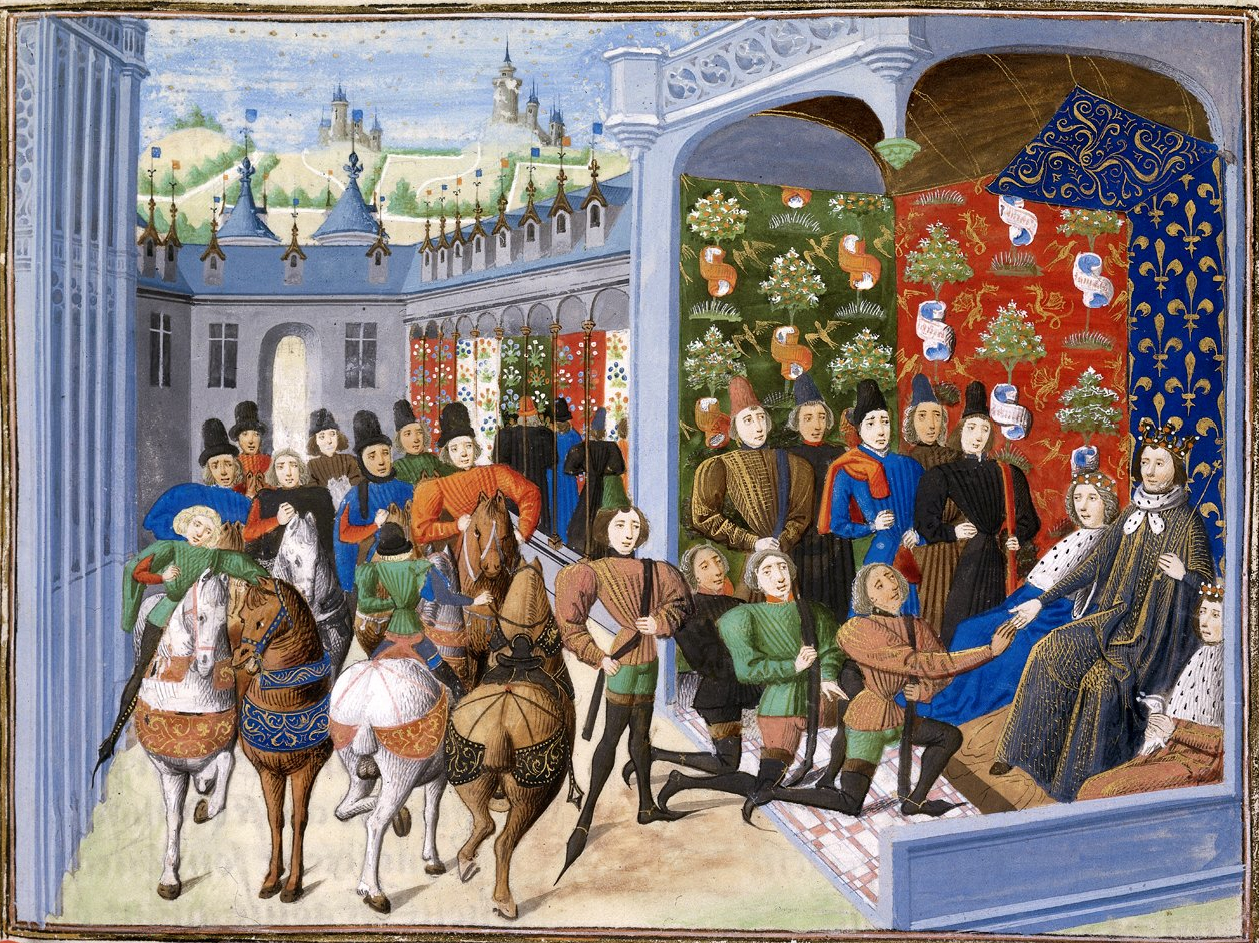
Re Carlo VI e la regina Isabella alla firma del Trattato di Troyes.

Nel 1419 Enrico V occupò gran parte della Normandia e chiese un giuramento di fedeltà da parte dei residenti. Il nuovo duca di Borgogna, Filippo il Buono, alleato con gli inglesi, mise un'enorme pressione sulla Francia e su Isabella, che rimase fedele al sovrano. Nel 1420 Enrico V inviò un emissario per conferire con la regina, dopo di che, secondo Tracy Adams, Isabella cedette «a quello che doveva essere un argomento persuasivo posto dal messaggero di Enrico V».
Effettivamente il regno di Francia era senza erede al trono, anche prima del trattato di Troyes. Carlo VI aveva infatti diseredato il Delfino, considerandolo responsabile di aver impedito la pace civile con il suo coinvolgimento nell'assassinio del duca di Borgogna, definito «crimine orribile e spaventoso». Nel 1420 scrisse che il Delfino si era «reso indegno di succedere al trono e di qualsiasi altro titolo». Infine Carlo d'Orléans, l'erede successivo in linea secondo la legge salica, in quel momento era prigioniero a Londra, dopo essere stato catturato alla battaglia di Azincourt.
In assenza di un erede ufficiale al trono, Isabella accompagnò il marito alla firma del trattato di Troyes nel maggio 1420. Rachel Gibbons scrive che il trattato avrebbe solamente «confermato» lo stato di diseredazione del Delfino. La malattia mentale impedì al re di apparire di persona alla firma del trattato, costringendo Isabella a sostituirlo, fatto che secondo Gibbons le dette la «responsabilità perpetua» di avere ceduto il regno di Francia al nemico inglese.
Per molti secoli Isabella fu accusata di aver ceduto la corona a causa del trattato. Venne detto erroneamente che il Trattato confermava l'illegittimità del Delfino, ma in realtà sanciva la creazione di una «doppia monarchia»: i due Paesi seppur governati da un'unica dinastia sarebbero rimasti separati a livello politico, economico e amministrativo. Enrico V d'Inghilterra, che nel frattempo aveva sposato Caterina di Valois, figlia dei sovrani di Francia, avrebbe mantenuto il controllo dei territori conquistati in Normandia, avrebbe governato la Francia con il duca di Borgogna e sarebbe diventato il successore di Carlo VI alla sua morte. Isabella continuò a vivere nella Parigi occupata dagli inglesi.

### Ultimi anni
Nel luglio 1422 Isabella fu colpita da un altro lutto: morì sua figlia Michela di Valois, moglie di Filippo III di Borgogna, da tempo scossa per la morte di Giovanni Senza Paura. Il mese seguente morì di febbre tifoide e di dissenteria, ad appena trentasei anni, il re d'Inghilterra Enrico V. A ottobre morì infine re Carlo VI.

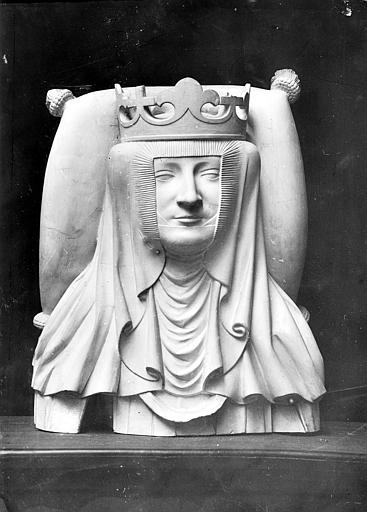
Lapide di Isabella di Baviera nella Basilica di Saint-Denis.

Secondo i termini del trattato di Troyes, il figlio di Enrico V e Caterina, Enrico VI, venne proclamato re di Francia, con il duca di Bedford in qualità di reggente. Si diffusero nuovamente pettegolezzi riguardo a Isabella: alcune cronache descrivono la sua vita dell'epoca come uno «stato di degrado», e ripresero a circolare voci riguardo alla sua promiscuità, fatto che Tracy Adams attribuisce alla propaganda destinata a garantire la presa di potere inglese sul trono. Un pamphlet allegorico, dal titolo Pastorelet, venne pubblicato a metà 1420, e raffigurava Isabella e Luigi d'Orléans come amanti.
Nel 1429, quando Isabella viveva nella Parigi occupata dagli inglesi, circolò nuovamente la voce che Carlo VII non fosse figlio di Carlo VI. A quel tempo, con due pretendenti al trono francese, il giovane Enrico VI e il diseredato Carlo VII, queste voci potevano essere usate come propaganda per sostenere l'affermazione inglese. Fu in questo periodo che Giovanna d'Arco incontrò Carlo VII nel castello di Chinon (marzo 1429), e lo indicò legittimo erede al trono di Francia per volere di Dio.
Ma altri pettegolezzi affermavano che Giovanna d'Arco era in realtà la figlia illegittima di Isabella e Luigi d'Orléans, affermazione che Rachel Gibbons trova improbabile poiché la "pulzella d'Orléans" sarebbe nata quasi certamente alcuni anni dopo la morte del duca d'Orléans. Circolarono accuse contro Isabella riguardanti l'uccisione dei precedenti Delfini e dei tentativi di avvelenamento degli altri figli: ogni accusa non fece che oscurare la reputazione della regina, considerata una delle più grandi malvagie della storia.
Senza più alcuna influenza politica, Isabella si ritirò a vivere a palazzo Saint-Pol con la seconda moglie di suo fratello, Caterina d'Alençon. Era accompagnata dalle dame di compagnia Amelie von Orthenburg e Madame de Moy: quest'ultima aveva viaggiato dalla Germania ed era sua dame d'honneur dal 1409. Nel 1433 morì in Bretagna sua figlia Giovanna, andata in sposa nel 1396 a Giovanni V di Bretagna. Isabella morì il 24 settembre 1435. La morte e il funerale furono documentati da Jean Chartier (membro del Basilica di Saint-Denis), probabile testimone oculare degli eventi. I resti della sovrana furono sepolti nella Basilica di Saint-Denis accanto al marito.

## Storiografia
Per secoli gli storici hanno descritto la regina Isabella di Baviera come una delle regine più malvagie della storia. Accusata sia dal punto di vista umano, venendo descritta come una donna lussuriosa, adultera, incestuosa, scialacquatrice che indulgeva in mode stravaganti e costose, ma anche dal punto di vista politico, quale un'intrigante incapace di sostenere una sola fazione, portando il regno di Francia alla guerra civile e al Trattato di Troyes.
Nel 1995 la storica Rachel Gibbons affermò la propria sorpresa al vedere come la figura della regina non sia stata maggiormente studiata in maniera rigorosa vista l'importanza ricoperta del suo periodo di regno tra il 1385 e il 1422, definendo la storiografia sulla regina un «misto di pettegolezzi e propaganda assorbiti dalla tradizione storica e ripetuti così tante volte che la leggenda è risultata indistinguibile dai fatti».

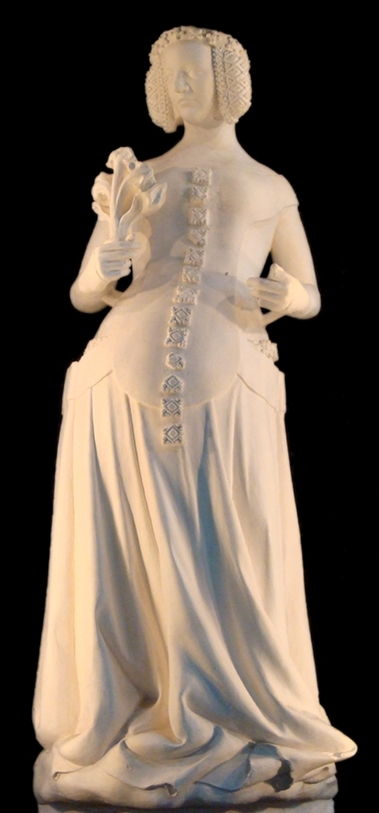
Statua raffigurante Isabella di Baviera, posta nel Palazzo di Giustizia (1390 circa).

«Un gran numero di [suoi] documenti amministrativi e di lettere sono stati conservati e insieme ai riferimenti di cronaca», continua la Gibbons, «sono in grado di fornire qualche informazione sulla personalità [della regina]». Tuttavia non si sa molto riguardo alle sue caratteristiche fisiche e gli storici sono in disaccordo sul suo aspetto. A volte è descritta come «piccola e bruna», altre «alta e bionda» e pure le fonti contemporanee sono contraddittorie: «bellissima e ipnotica, o così obesa a causa dell'idropisia da essere paralizzata» hanno scritto di lei i cronisti. 
Nonostante Isabella avesse vissuto in Francia dal matrimonio alla fine dei suoi giorni, continuò a parlare il francese con un forte accento tedesco: cosa che, secondo Barbara W. Tuchman, la rese «aliena» all'interno della corte francese.
La biografa Tracy Adams scrive che gli storici hanno iniziato a rivalutare la reputazione di Isabella nel tardo XX secolo, assolvendola da molte delle accuse che le erano state rivolte, seguendo la linea dettata dalla Gibbons, secondo cui, «se non ci fosse stata l'imprevedibile tragedia della follia del marito, Isabella avrebbe vissuto una vita tranquilla nell'anonimato storico, come la maggior parte delle regine medievali». La stessa Adams ha ammesso di aver creduto in un primo tempo alle accuse rivolte contro la regina fino a quando non ha approfondito lo studio delle cronache contemporanee alla sovrana, scoprendo che molte delle accuse derivavano solo da pochi brani, in particolare dalla scrittura pro-borgognona di Pintoin.
Anche l'accusa della sua presunta relazione adulterina con il cognato, il duca d'Orléans, deriva da un solo paragrafo delle cronache di Pitoin, da non potersi considerare una prova che possa avvalorare il fatto, sostiene la Adams. Nel 1406 venne diffuso un opuscolo satirico pro-borgognone che in versi allegorici elencava i presunti amanti della regina.
All'epoca dell'esordio della pazzia di Carlo VI, la vox populi affermava che la malattia mentale del re e la sua incapacità di governare fossero dovute alla stregoneria, e anche la regina e il duca d'Orléans furono tra i sospettati di sortilegio; già nel 1380 si erano sparse voci che descrivevano la corte francese immersa nella stregoneria, tanto che nel 1397 la moglie del duca d'Orléans, Valentina Visconti, fu costretta a lasciare Parigi perché accusata di praticare malefìci.
Nel 1791 Louise de Kéralio (1758-1822) pubblicò un popolare libro Les crimes des reines de France, depuis le commencement de la monarchie jusqu'à Marie-Antoinette, che trattava delle nefandezze delle regine francesi precedenti a Maria Antonietta. Secondo Tracy Adams, è nel libro di Kéralio che la «leggenda nera» di Isabella raggiunge l'acme in un «violento attacco alla regalità francese e alle regine in particolare». Kéralio scrisse che la regina era stata «cresciuta dalle Furie per portare alla rovina lo Stato e venderlo ai suoi nemici» affermando che le sue nozze, celebrate ad Amiens il 17 luglio 1385, dovevano essere considerate «come il momento più orribile della storia [francese]».
Isabella è stata anche fonte d'ispirazione per il racconto del marchese de Sade intitolato Histoire secernere d'Isabelle de Bavière, reine de France, in cui secondo Adams, lo scrittore presenta la regina per la sua «ideologia di galanteria», descrivendola come una donna «fredda e calcolatrice [...] che gestisce con cura la sua cupidigia per la massima gratificazione», ma essendo «[De Sade] perfettamente consapevole che le accuse contro la regina fossero senza fondamento».

## Discendenza
Carlo e Isabella ebbero dodici figli:
- Carlo (26 settembre 1386 – 28 dicembre 1386);
- Giovanna (14 giugno 1388 – 1390);
- Isabella (9 novembre 1389 – 13 settembre 1409), sposò Riccardo II di Inghilterra e dopo la sua morte, sposò Carlo, duca d'Orléans;
- Giovanna (24 gennaio 1391 – 27 settembre 1433), sposò Giovanni VI di Bretagna;
- Carlo (6 febbraio 1392 – 13 gennaio 1401);
- Maria (24 agosto 1393 – 19 agosto 1438), una badessa;
- Michela (11 gennaio 1395 – 8 luglio 1422), sposò Filippo III, Duca di Borgogna;
- Luigi, Duca di Guyenna (22 gennaio 1397 – 18 dicembre 1415), sposò Margherita di Borgogna;
- Giovanni, duca di Turenna (31 agosto 1398 – 4 aprile 1417), sposò Giacomina di Hainaut, figlia del conte d'Olanda, Zelanda e Hainaut, Guglielmo II di Baviera-Straubing;
- Caterina di Valois (27 ottobre 1401 – 3 gennaio 1437), sposò Enrico V d'Inghilterra e Owen Tudor;
- Carlo (22 febbraio 1403 – 21 luglio 1461), futuro re di Francia, sposò Maria d'Angiò;
- Filippo (n. e m. 10 novembre 1407).

## Ascendenza
|                        |                  |                           | Genitori                            |  |  | Nonni |  |  | Bisnonni           |  |  | Trisnonni                  |  |
|                        |                  |                           |                                     |  |  |       |  |  | Ludovico il Bavaro |  |  | Ludovico II del Palatinato |  |
|                        |                  |                           |                                     |  |  |       |  |  | Ludovico il Bavaro |  |  | Ludovico II del Palatinato |  |
|                        |                  | Matilde d'Asburgo         |                                     |  |  |       |  |  | Ludovico il Bavaro |  |  |                            |  |
| Stefano II di Baviera  |                  |                           |                                     |  |  |       |  |  | Ludovico il Bavaro |  |  |                            |  |
|                        |                  | Beatrice di Slesia-Glogau | Bolko I di Schweidnitz              |  |  |       |  |  |                    |  |  |                            |  |
|                        |                  | Beatrice di Slesia-Glogau | Bolko I di Schweidnitz              |  |  |       |  |  |                    |  |  |                            |  |
|                        |                  | Beatrice di Slesia-Glogau | Beatrice del Brandeburgo            |  |  |       |  |  |                    |  |  |                            |  |
| Stefano III di Baviera |                  | Beatrice di Slesia-Glogau |                                     |  |  |       |  |  |                    |  |  |                            |  |
|                        |                  | Federico III di Aragona   | Pietro III di Aragona               |  |  |       |  |  |                    |  |  |                            |  |
|                        |                  | Federico III di Aragona   | Pietro III di Aragona               |  |  |       |  |  |                    |  |  |                            |  |
|                        |                  | Federico III di Aragona   | Costanza II di Sicilia              |  |  |       |  |  |                    |  |  |                            |  |
| Isabella d'Aragona     |                  | Federico III di Aragona   |                                     |  |  |       |  |  |                    |  |  |                            |  |
|                        |                  | Eleonora d'Angiò          | Carlo II di Napoli                  |  |  |       |  |  |                    |  |  |                            |  |
|                        |                  | Eleonora d'Angiò          | Carlo II di Napoli                  |  |  |       |  |  |                    |  |  |                            |  |
|                        |                  | Eleonora d'Angiò          | Maria d'Ungheria                    |  |  |       |  |  |                    |  |  |                            |  |
| Isabella di Baviera    |                  | Eleonora d'Angiò          |                                     |  |  |       |  |  |                    |  |  |                            |  |
|                        | Stefano Visconti | Matteo I Visconti         |                                     |  |  |       |  |  |                    |  |  |                            |  |
|                        | Stefano Visconti | Matteo I Visconti         |                                     |  |  |       |  |  |                    |  |  |                            |  |
|                        | Stefano Visconti | Bonacossa Borri           |                                     |  |  |       |  |  |                    |  |  |                            |  |
| Bernabò Visconti       | Stefano Visconti |                           |                                     |  |  |       |  |  |                    |  |  |                            |  |
|                        |                  | Valentina Doria           | Bernabò Doria di Sasello e Logoduro |  |  |       |  |  |                    |  |  |                            |  |
|                        |                  | Valentina Doria           | Bernabò Doria di Sasello e Logoduro |  |  |       |  |  |                    |  |  |                            |  |
|                        |                  | Valentina Doria           | Eliana Fieschi                      |  |  |       |  |  |                    |  |  |                            |  |
| Taddea Visconti        |                  | Valentina Doria           |                                     |  |  |       |  |  |                    |  |  |                            |  |
|                        |                  | Mastino II della Scala    | Alboino della Scala                 |  |  |       |  |  |                    |  |  |                            |  |
|                        |                  | Mastino II della Scala    | Alboino della Scala                 |  |  |       |  |  |                    |  |  |                            |  |
|                        |                  | Mastino II della Scala    | Beatrice da Correggio               |  |  |       |  |  |                    |  |  |                            |  |
| Regina della Scala     |                  | Mastino II della Scala    |                                     |  |  |       |  |  |                    |  |  |                            |  |
|                        |                  | Taddea di Carrara         | Giacomo I da Carrara                |  |  |       |  |  |                    |  |  |                            |  |
|                        |                  | Taddea di Carrara         | Giacomo I da Carrara                |  |  |       |  |  |                    |  |  |                            |  |
|                        |                  | Taddea di Carrara         | Elisabetta Gradenigo                |  |  |       |  |  |                    |  |  |                            |  |
|                        |                  | Taddea di Carrara         |                                     |  |  |       |  |  |                    |  |  |                            |  |